# Moritz Böhringer
Moritz Wilhelm Böhringer (* 16. Oktober 1993 in Stuttgart) ist ein deutscher American-Football-Spieler auf der Position des Tight Ends. Er spielte 2015 für die Schwäbisch Hall Unicorns in der German Football League (GFL), bevor er im NFL Draft 2016 in der sechsten Runde von den Minnesota Vikings ausgewählt wurde.

## Karriere

### Anfänge
Böhringer spielte zunächst Fußball bei der DJK Aalen und TSG Hofherrnweiler. Im Jahr 2011 fing Böhringer in der Jugend der Crailsheim Titans mit American Football an und spielte 2013 und 2014 bei den Erwachsenen in der Oberliga-Mannschaft.

### GFL

#### Schwäbisch Hall Unicorns
2015 wechselte er zu den benachbarten Schwäbisch Hall Unicorns, die als zweifacher deutscher Meister in der German Football League (GFL), der höchsten deutschen Football-Liga, spielten. Bereits im Juni unterlagen die Unicorns im Eurobowl XXIX 24:14 in Braunschweig gegen die New Yorker Lions. Nach Platz 1 in der GFL Süd endete die Saison mit einer erneuten Finalniederlage im German Bowl XXXVII gegen die Lions. Der Maschinenbau-Student Böhringer erzielte in seiner ersten („Rookie“-)Saison in 16 GFL-Spielen (strafenbereinigt) 59 Passfänge für 1.232 Yards Raumgewinn und 13 Touchdowns und wurde als einer von fünf GFL-Spielern für die Wahl zum Spieler des Jahres 2015 nominiert.

### NFL

#### NFL Draft  2016
Talentsichter der National Football League wurden bald auf Böhringer aufmerksam. Aufgrund seines Alters wäre der Student Böhringer theoretisch noch für College Football spielberechtigt. Zwar können NFL-Teams ältere Sportler direkt unter Vertrag nehmen (als Free Agent), müssen sich jedoch bei jungen Sportlern und Studenten an Abmachungen halten und dürfen nur über den oder nach dem NFL Draft Verhandlungsrechte an ihnen erwerben.
Am NFL Combine, dem jährlich im Februar in Indianapolis stattfindenden Schautraining für ausgewählte Talente, nahm Böhringer nicht teil. Es wurde ein Termin für einen „Pro Day“, einem Schautraining, das Universitäten für ihre potentiell profitauglichen Sportler abhalten, vereinbart. Am 31. März 2016 nahm der 1,93 m große und über 100 kg schwere Passempfänger am Pro Day der Florida Atlantic University teil. Da er zu diesem Zeitpunkt in den USA noch weitgehend unbekannt war, sorgte seine starke Vorstellung mit einer Kombination aus Größe, Stärke, Schnelligkeit und Fangsicherheit für ein großes Medienecho. NFL.com berichtete über ihn als „NFL Draft Party Crasher“. Sein Potential wurde von der NFL, trotz nur einem Jahr Spielpraxis in der höchsten deutschen Liga, mit einer Note von 5,41 eingeschätzt, was in etwa einem Reservespieler oder möglichen Stammspieler in der NFL entspricht.
Am 30. April 2016 wurde Moritz Böhringer in der sechsten Runde des NFL Drafts 2016 als insgesamt 180. Spieler von den Minnesota Vikings ausgewählt. Er wurde damit der erste Spieler, der, ohne ein College besucht zu haben, direkt aus Europa in die NFL gedraftet wurde. Gleichzeitig ist er der erste Deutsche auf einer so genannten „offensive skill position“ in der NFL, das heißt einer Position in der Offensive, die im normalen Spielverlauf an den Ball kommt, im Gegensatz zu Offensive Linemen, denen es in der Regel nicht erlaubt ist, Vorwärtspässe zu berühren.

#### Minnesota Vikings
Moritz Böhringer unterschrieb am 2. Mai als erster NFL-Rookie nach dem NFL Draft 2016 seinen Vertrag.
Am 11. Mai 2016 erlaubte die NFL, dass Böhringer auf seinem Trikot einen Umlaut nutzen darf. Am 3. September 2016 wurde er entlassen, bevor er einen Tag später in den Practice Squad aufgenommen wurde. Am 1. September 2017 wurde Moritz Böhringer von den Minnesota Vikings entlassen.

#### Cincinnati Bengals
Am 18. September 2017 absolvierte er ein Probetraining bei den Cincinnati Bengals, um sich einen Platz im Practice Squad der Bengals zu sichern. Am 1. Mai 2018 wurde er bei den Bengals im Rahmen des „International Pathway Programs“ unter Vertrag genommen.
Am 1. September 2018 wurde er von den Cincinnati Bengals entlassen, um am nächsten Tag in das Practice Squad aufgenommen zu werden. In der Saisonvorbereitung im August 2019 kam Böhringer gegen Kansas City zum Einsatz, schaffte es aber erneut nicht in den Kader der 53 Spielberechtigten. Er wurde anschließend wieder in den Practice Squad aufgenommen. Dort wurde er zum Tight End umgeschult. Im August 2020 wurde er von den Bengals entlassen.

#### Rückkehr nach Deutschland
Anfang 2021 kehrte er nach Deutschland zurück, um dort in der GFL für seinen Heimatverein Schwäbisch Hall zu spielen und sein Maschinenbaustudium abzuschließen. Mit den Unicorns gewann er 2021 und 2022 die Central European Football League, sowie die deutsche Meisterschaft 2022.  Zur Saison 2023 wechselte er dann in die European League of Football zu Stuttgart Surge.